# Hunger Strike
Hunger Strike est la chanson la plus connue de Temple of the Dog, présente dans le top 20 de 1992 aux États-Unis. Elle est régulièrement diffusée sur les radios hard rock ainsi que son clip sur MTV à l'été 1992. La chanson se classe n°4 au Billboard 200.
C'est une ballade qui évoque la crise existentielle qu'a vécue Soundgarden à cette époque. Eddie Vedder accompagne Chris Cornell au chant.
Cornell déclare : 
[...]«Hunger Strike» est né d'une crise existentielle à laquelle Soundgarden a dû faire face à ce moment-là. Nous étions en quelque sorte le premier groupe [de Seattle] à attirer l'attention des labels de manière significative. Il y avait une guerre d'enchères, ce qui était inhabituel pour n'importe quel groupe de Seattle. Nous vivions notre rêve, mais il y avait aussi cette méfiance sur ce que cela signifiait. Cela fait-il de nous un groupe de rock commercial? Cela change-t-il notre motivation lorsque nous écrivons une chanson et faisons un disque? «Grève de la faim» est une déclaration selon laquelle je reste fidèle à ce que je fais, peu importe ce qui en résulte, mais je ne changerai jamais ce que je fais à des fins de réussite ou d'argent.

## Enregistrement
A l'automne 1990, Chris Cornell, Stone Gossard, Jeff Ament, Mike McCready et Matt Cameron commencent à répéter les nouvelles chansons. Eddie Vedder qui était en contact avec Stone et Jeff pour rejoindre le futur Pearl Jam assiste à une répétition de Temple of the Dog. Chris avait écrit la chanson Hunger Strike qui demandait une grande amplitude vocale, et il avait un peu de mal avec les passages pour une voix assez basse. Voyant cela, Eddie s'est avancé humblement vers le microphone et a chanté ces parties. La chanson devient lors de l'enregistrement un duo.
Chris Cornell :

« Eddie assistait une de nos répétitions, il était venu cette semaine là pour auditionner pour [Pearl Jam] je crois. Il était silencieux et un peu timide mais voyant que les passages à tonalité basse me posaient un problème, il s'avança humblement, mais avec courage, vers le micro et chanta ces passages. Il chanta instinctivement la moitié de la chanson sans savoir vraiment que cette partie devait se trouver là, mais c'était exactement la façon dont j'avais pensé à le faire. Par la suite, il m'avoua qu'il aimait beaucoup cette chanson et tout ce qu'elle signifiait,. »

Eddie Vedder :

« C'est la première fois que je m'entendais sur un vrai enregistrement. Il se pourrait que ce soit une de mes chansons favorites sur laquelle j' ai jamais chanté, ou la plus significative. »

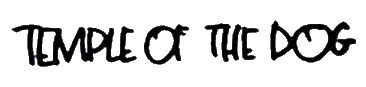
Logo du groupe tel qu'il apparait sur le compact disc

Finalement, Eddie Vedder fera aussi les chœurs sur "Pushin" Forward Back", "Your Savior" et Four "Walled World".
Pour Mike McCready cet enregistrement sera aussi une première. Il se rappelle son solo sur la chanson "Reach Down" :

« C'était mon premier solo pour l'album et j'étais terriblement excité. J'avais déjà joué dans un studio, mais pas pour l'enregistrement d'un album. Le solo se fit en une prise! Je suis parti dans le solo et à la fin je me suis retrouvé avec mon casque au travers de mon visage, complètement vidé. Mon travail dans ce titre représente un des moments dont je suis le plus fier. »

L'enregistrement s'effectue sur une durée de quinze jours entre la fin novembre et le début décembre 1990 dans les London Bridge Studios à Seattle. L'album est produit par le groupe et Rick Parashar. Les frais de location du studio et d'enregistrement sont d'abord financés avec l'argent des musiciens avant que A&M Records qui avait signé Soundgarden, en rachète les droits et sorte l'album sans faire grand bruit le 16 avril 1991.

## Sur scène
Hunger Strike est interprété pour la première fois en live le 13 novembre 1990 à Seattle au Off Ramp Café. Depuis la sortie de l'album, le groupe s'est reformé pour de courtes performances live à quatre reprises où Soundgarden et Pearl Jam se produisaient. Temple of the Dog a interprété Hunger Strike le 3 octobre 1991 au Foundations Forum à Los Angeles ; le 6 octobre 1991 au Hollywood Palladium à Hollywood pour la fête du 5e anniversaire du magazine RIP ; le 14 août 1992 au Lake Fairfax Park à Reston (Virginie) et le 13 septembre 1992 à l'Amphitheatre Irvine Meadows à Irvine (Californie) (les deux concerts faisaient partie de la série de festivals Lollapalooza en 1992). Pearl Jam a joué la chanson, sans Cornell, à plusieurs reprises, notamment lors de la tournée de 1996.
Le 28 octobre 2003 Temple of the Dog se réunit pour interpréter la chanson lors d'un spectacle de Pearl Jam au Santa Barbara Bowl à Santa Barbara (Californie). Vedder et Corin Tucker de Sleater-Kinney interprètent une version de Hunger Strike qui apparaît sur le disque 1 du DVD Pearl Jam Live at the Garden. Chris Cornell a interprété la chanson plusieurs fois avec Audioslave, Brad Wilk chantant les parties de Vedder. Pearl Jam a également interprété la chanson à Anvers et à Barcelone en 2006 avec Andrew Stockdale de Wolfmother chantant les parties de Cornell. À partir de 2007, Cornell a ajouté Hunger Strike à sa liste dans ses concerts solo. Il a également interprété la chanson lors de la tournée Projekt Revolution de Linkin Park en chantant la partie de Vedder avec le leader de Linkin Park Chester Bennington se joignant pour chanter la partie de Cornell.
Le 6 octobre 2009, Pearl Jam joue à Los Angeles au Gibson Amphitheatre. Cornell rejoint le groupe sur scène pour interpréter la chanson.
Les 3 et 4 septembre 2011, Pearl Jam joue au Alpine Valley Music Theatre dans le cadre du week-end de destination PJ20 pour célébrer les 20 ans du groupe ensemble, Cornell monte scène pour interpréter la chanson ainsi que plusieurs autres morceaux de Temple of the Dog et Mother Love Bone.
Au Bridge School Benefit les 25 et 26 octobre 2014, Pearl Jam est de nouveau rejoint sur scène par Cornell pour interpréter la chanson. Le concert du 26 octobre marque la dernière fois que Vedder et Cornell interprètent la chanson ensemble.
Les membres originaux de Temple of the Dog (sans Vedder) interprètent la chanson lors de la première tournée du groupe à l'automne 2016 pour célébrer le 25e anniversaire de leur album éponyme, avec la foule chantant les parties de Vedder. « C'était l'un des moments les plus émouvants du spectacle », déclare Cornell. Lors du concert au Paramount Theatre de Seattle le 21 novembre 2016, Chris Cornell dédie la chanson à Eddie Vedder et demande à la foule de chanter la partie de Vedder.
Le 23 novembre 2024, Pearl Jam termine le dernier concert de leur tournée mondiale au ENGIE Stadium de Sydney en Australie avec Hunger Strike. C'est la première fois que le groupe la chante depuis la mort de Cornell en 2017.